# Durrës
Durrës (în italiană: Durazzo, în aromână: Durus) este un oraș din partea de vest a Albaniei, port la Marea Adriatică. Are o populație de aproximativ 122.000 de locuitori și este al doilea oraș ca mărime din Albania.

## Istorie
În timpul romanilor orașul avea numele Dyrrachium.

## Monumente
- Amfiteatrul din Durrës